# Harald André (arkitekt)
Harald Vilhelm André, född 7 september 1884 i Ulricehamns församling, död 1 september 1963 Kungsholms församling i Stockholm, var en svensk arkitekt.

## Biografi
André genomgick Tekniska elementarskolan i Borås med examen 1903. Han var specialelev vid Kungliga tekniska högskolan 1907, och examinerades från arkitektlinjen 1909. studerade sedan vid Kungliga Konsthögskolan. Han var anställd hos Lars Kellman i Borås 1903–1906, vid Fångvårdsstyrelsens arkitektkontor 1909–1911, hos Isak Gustaf Clason 1912–1915. Han var byggnadschef hos Hufvudstaden 1916–1917, AB Arsenalen 1918. Mellan 1919 och 1926 drev han tillsammans med Arvid Stille arkitekt- och byggnadsbyrån André & Stille. Därefter drev han egen verksamhet i Stockholm. 
Harald André ansvarade för flera projekt i Huddinge kommun, bland annat stod han som ansvarig arkitekt för Stensängsskolan och Beatebergsskolan (båda 1944) och för Tomtbergaskolan ritade han ombyggnader. Tillsammans med Stille upprättade han flera stadsplaner för Huddinge.
Han var gift från 1912 med Judit Augusta Wahlberg (1882–1958).

## Verk i urval
- Sidensvansen 7, Bragevägen 4, Stockholm, 1914-1916
- Gamla kommunalhuset, Huddinge, 1927[4]
- Verkstadsklubben 6, Brantingsgatan 29, 1937
- Verkstadsklubben 18, Brantingsgatan 44, 1937
- Verkstadsklubben 47, Brantingsgatan 42, 1938
- Verkstadsklubben 46, Brantingsgatan 40, 1938
- Floran 2, Arkitektvägen 64, Stockholm 1938
- Floran 3, Arkitektvägen 68, Stockholm, 1939
- Brandstation i Huddinge, 1940[5]
- Beatebergsskolan, Huddinge, 1944
- Stensängsskolan, Huddinge, 1944

## Bilder

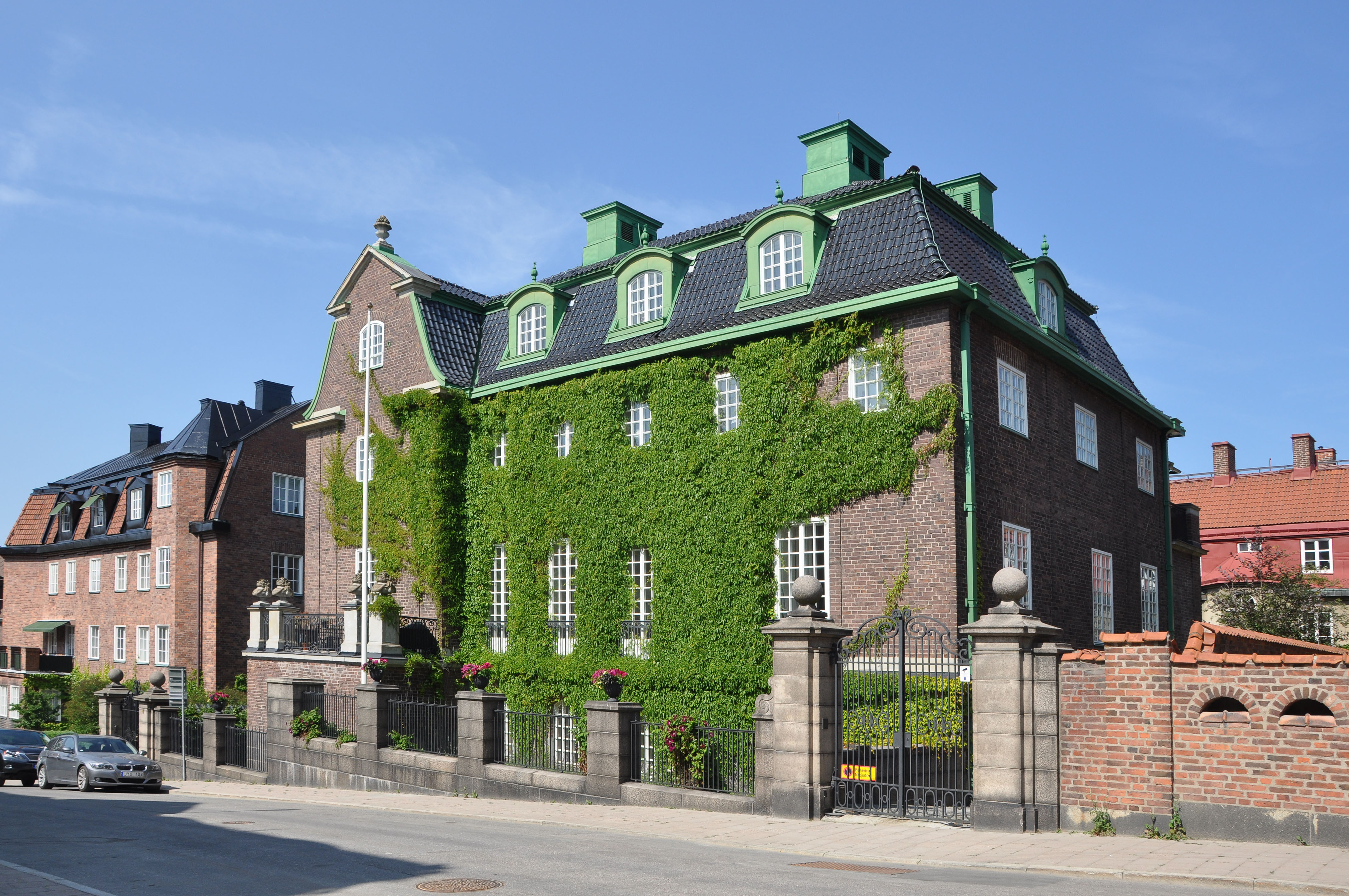
Bragevägen 4 i Lärkstaden.
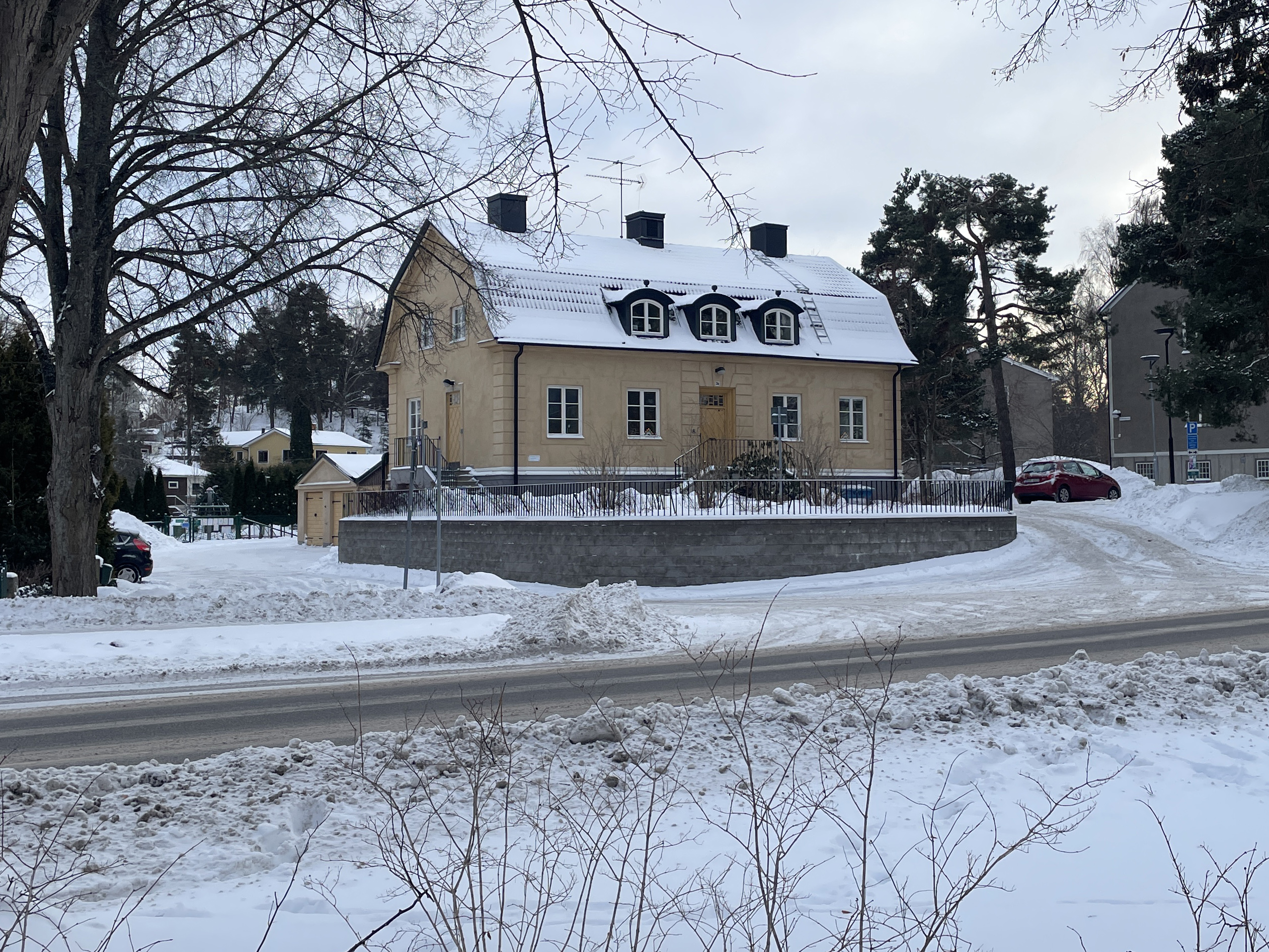
Huddinges gamla kommunalhus.
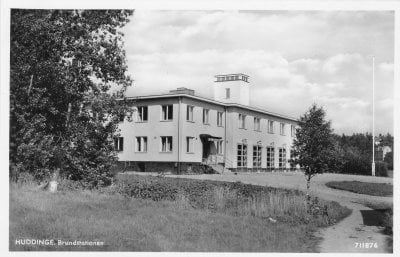
Gamla brandstationen, Huddinge